# Хетитска куга
Хетитска куга или Нергалова рука била је епидемија, вероватно туларемије, која се догодила средином до касног 14. века пре нове ере.

## Историјат
Хетитска империја се протезала од данашње Турске до Сирије. Куга је вероватно била епидемија Francisella tularensis која се догодила дуж трговачке руте Арвад-Еуфрат у 14. веку пре нове ере. Велики део древног Блиског истока био је погођен пандемијом; међутим, Египат и Асирија су покренули карантин дуж своје границе и нису доживели епидемију.
Туларемија је бактеријска инфекција која и даље представља претњу. Такође се назива зечја грозница и то је зооноза која лако може прећи са животиња на људе. Најчешћи начин на који се преноси је преко разних инсеката који скачу између врста, као што су крпељи. Симптоми инфекције се крећу од лезија коже до респираторне инсуфицијенције. Без лечења стопа смртности је 15% заражених. Према бившем микробиологу Сиру Тревисанату, „туларемија је данас ретка у многим земљама, али остаје проблем у неким земљама, укључујући Бугарску“.

## Епидемија
Према аутору Филипу Норију (How Disease Affected the End of the Bronze Age), постоје три болести које су највероватније изазвале колапс друштва после бронзаног доба: мале богиње, бубонска куга и туларемија. Куга туларемије која је погодила Хетите могла се пренети инсектима или зараженом прљавштином или биљкама, кроз отворене ране или једењем заражених животиња. 
Хетитски текстови из средине 14. века пре нове ере говоре о куги која изазива инвалидитет и смрт. Хетитски краљ Муришилиш II писао је молитве у којима је тражио олакшање од епидемије, која је трајала две деценије и убила многе његове поданике. Два краља на власти пре њега, Шупилулијума I и Шупилуљумин непосредни наследник, Арнуванда II, такође су подлегали туларемији. Муршилиш је дошао на престо јер је био последњи преживели син Шупилулијума. 
Муршили је веровао да су кугу Хетитима пренели египатски затвореници који су Хетити парадно приказивали у главном граду Хатуши. Постоје неки докази који указују на то да су Египћани патили од туларемије у годинама које су претходиле 1322. п. н. е. Хетити су очигледно сумњали и на преношење зооноза, јер су забранили употребу магараца у караванима. Друга теорија о пореклу куге сугерише да је настала од овнова које су Хетити узели као ратни плен, заједно са другим животињама, након што су Хетити упали у Симиру. Убрзо након што су животиње доведене у хетитска села, почела је епидемија туларемије.
Куга се помиње у писму Амарне ЕА 35, писму написаном на акадском од владара Алашије (Кипар) египатском фараону током периода Амарне. Датира између 1350. и 1325. године пре нове ере. У њему је куга посебно названа Нергалова рука.

## Користи против Арзавана
Болест је намерно донета у западну Анадолију и описана је као први познати запис о биолошком рату. Убрзо након што су Хетити доживели избијање болести, Арзавани из западне Анадолије су веровали да су Хетити ослабљени и напали су их. Арзавани су тврдили да су се овнови изненада појавили (1320. и 1318. п. н. е.) и Арзавани су их довели у своја села. Сматра се да су Хетити послали овнове обољеле од туларемије да заразе своје непријатеље. Арзавани су постали толико ослабљени кугом да нису успели у покушају да покоре Хете.  